# Garmen (obchtina)
Pour le village, voir Garmen.

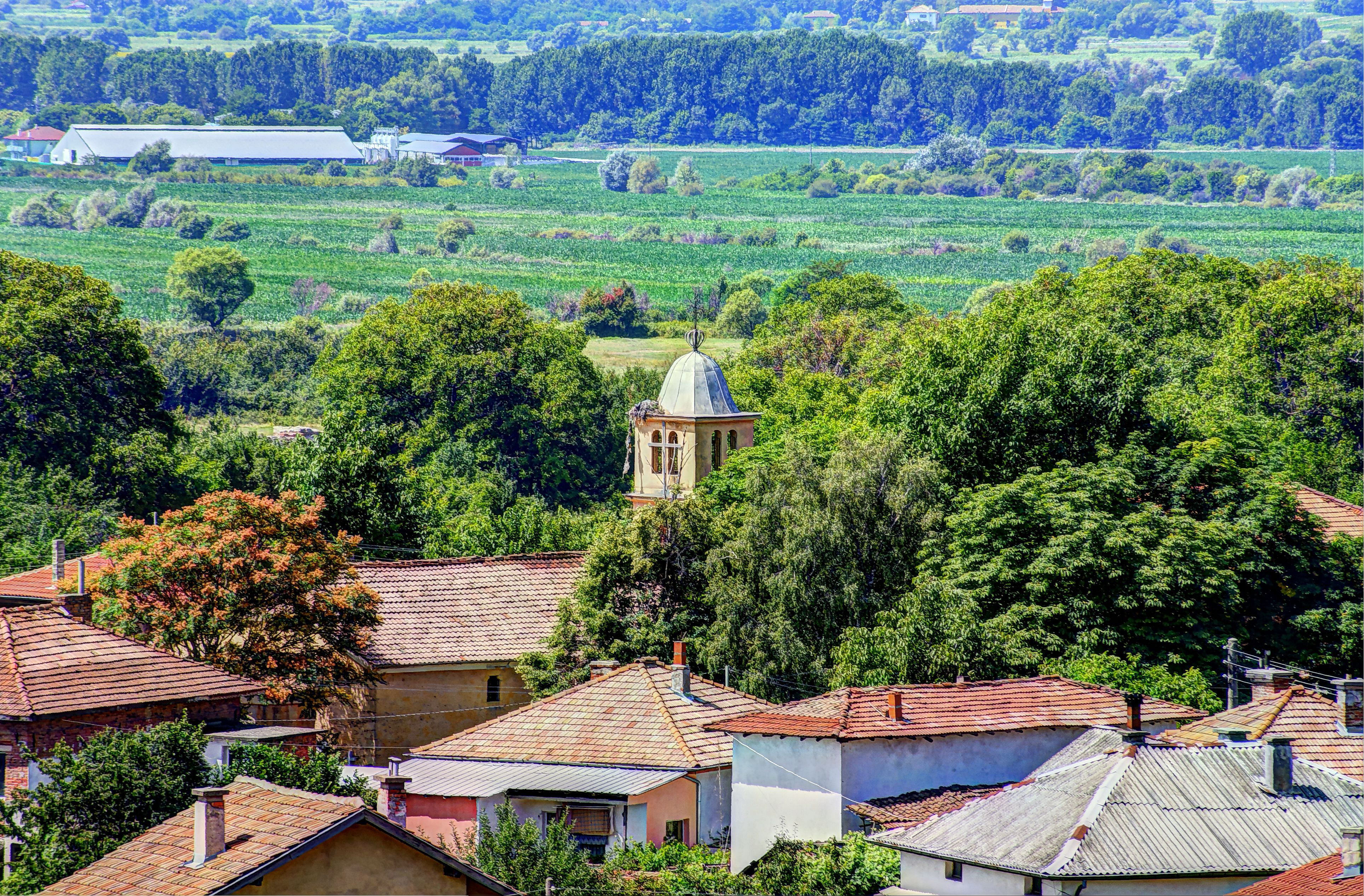
Vue panoramique de Garmen.

Garmen (bulgare : Гърмен) est une obchtina de l'oblast de Blagoevgrad en Bulgarie.
Outre le chef-lieu, elle comprend les localités de Leshten, Kovatchevitsa, Dolgo Drianovo, Martchevo, Ognyanovo, Debren, Dabnitsa, Baldevo, Ribnovo, Skrebatno.
On y trouve les ruines de la ville romaine de Nicopolis ad Nestum.

## Village de Leshten

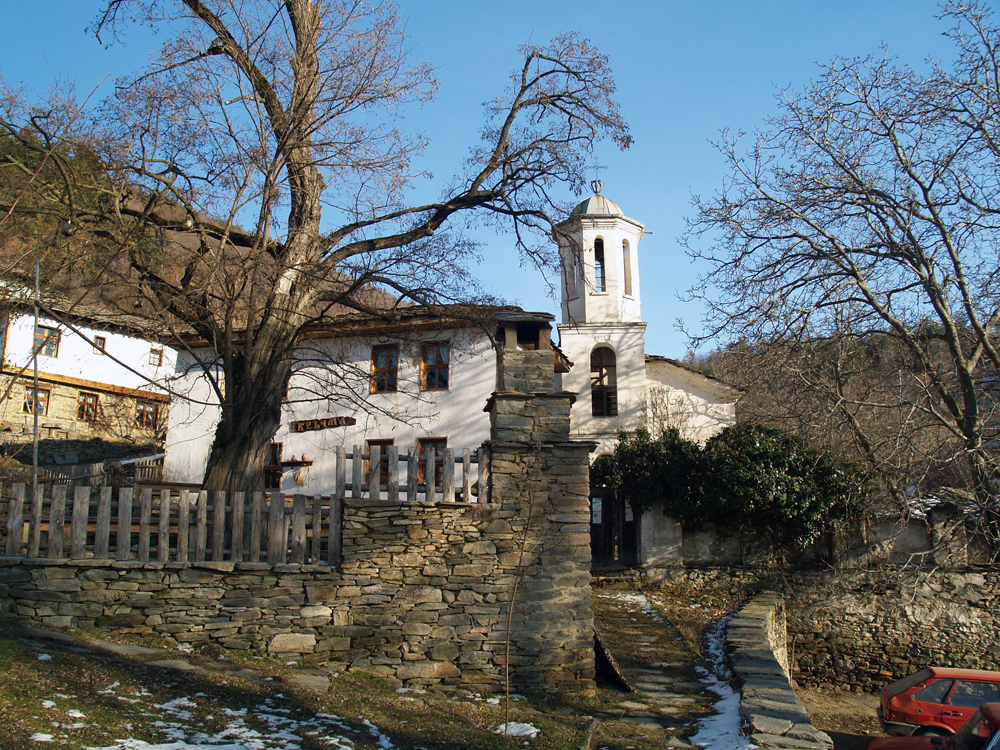
L'église St Paraskeva.

Leshten (en bulgare : Лещен), parfois orthographié Lechten, est un village situé dans les montagnes des Rhodopes, à 5 kilomètres au nord de Garmen, à 75 kilomètres au sud-est de Blagoevgrad et à 2 kilomètres au sud de Gorno Dryanovo, sur la route entre Garmen et Kovachevitsa.
Au début du XXe siècle, la population de Leshten s'élève à un peu plus de 500 habitants. De nos jours, il n'y a que quelques habitants permanents locaux, mais beaucoup de vieilles maisons ont été restaurées et rénovées en résidences d'été ou en maisons d'hôtes. Elles ont été construits dans la seconde moitié du XIXe et au début du  XXe siècle dans le style architectural typique de cette région du pays. La plupart des maisons disposent de très grandes terrasses, de cours intérieures et de leurs propres tavernes.
L'église de la localité bulgare, "St Paraskeva", a été construite en 1837, avec une école attenante dirigée par le curé local. Aujourd'hui, l'église est reconnue comme monument architectural et culturel d'importance locale. Le bâtiment de l'école a été transformé en pub.
Le village est accessible en bus ou en voiture, mais la route est difficile en hiver.